# 马旦曰
马旦曰（1963年1月—），汉族，辽宁庄河人，中华人民共和国政治人物。

## 生平
1963年1月，马旦曰出生在辽宁省庄河县（今庄河市）。1979年，马旦曰进入大兴安岭地区师范学校中文专业学习。
1981年毕业后，马旦曰出任漠河县第三小学、第一中学教师的团委书记。1983年3月，马旦曰成为漠河县人民政府办公室秘书。
1984年7月，马旦曰成为大兴安岭地区团委干事。1985年9月，马旦曰加入中国共产党，同时出任大兴安岭地区团委办公室副主任，1987年2月出任团委副书记。1992年9月，马旦曰升任黑龙江省团委组织部副部长，次年2月转任黑龙江省团委常委、宣传部部长。
1995年5月，马旦曰调任巴彦县兴隆镇党委书记，次年10月兼任县委常委。1992年2月，马旦曰升任中共巴彦县委副书记、政法委书记。2002年10月，马旦曰出任中共巴彦县委副书记、县人民政府县长。
2005年12月，马旦曰调任中共哈尔滨市道里区委常委、政法委书记。次年12月转任中共哈尔滨市道外区委常委、政府副区长。
2009年3月，马旦曰升任中共宾县县委书记，次年7月兼任宾西经济技术开发区党工委书记。
2011年7月，马旦曰调任中共哈尔滨市道外区委书记。2019年1月11日，马旦曰成为哈尔滨市十五届人大常委会副主任。

### 落马
2014年8月，因宾县违规购置办公楼问题，黑龙江省纪委给予时任中共宾县县委书记马旦曰党内严重警告处分，责令宾县人民政府依法依规处置超面积购买的办公楼。
2024年6月19日，马旦曰涉嫌严重违纪违法接受黑龙江省纪委监委纪律审查和监察调查。